# كأس أوروبا الوسطى 1956
كأس أوروبا الوسطى 1956 هو الموسم 16 من  كأس أوروبا الوسطى. أقيم خلال الفترة 23 يونيو 1956 وحتى 4 أغسطس 1956، وشارك فيه  8 فريقاً، وفاز فيه نادي فاساس.